# Jean-Pierre Garuet-Lempirou
Jean-Pierre Garuet-Lempirou (Lourdes, 15 de junio de 1953) es un exrugbista y comerciante francés que se desempeñaba como pilar. Fue internacional con Les Bleus de 1983 a 1990.

## Biografía
Creció en Pontacq, donde sus padres trabajaban como agricultores y de ellos heredó el comercio de papas.
Desarrolló toda su carrera en el FC Lourdes, debutó a inicios de la temporada 1972-73, ganó el Desafío Yves du Manoir en 1981 y se retiró al finalizar la temporada 1990-91. Solo la interrumpió por realizar el servicio militar, sirviendo en la Base Aérea de Mont-de-Marsan, durante el cual jugó para el Stade Montois.
En 1986 representó a los Barbarians franceses y enfrentó a Escocia, los Baa-Baas ganaron 32-19. En 1988 volvió a representarlos contra Irlanda, por el retiro de Jean-Pierre Élissalde, los Baa-Baas vencieron 41-26.
En los años 1980 fue elegido dos veces «Mejor pilar del mundo». Tras su retiro fue asistente de Daniel Dubroca en la selección, como entrenador de forwards.

## Selección nacional
Jacques Fouroux lo convocó a Les Bleus por vez primera en noviembre de 1983, ocupando el lugar de la estrella recién retirada Robert Paparemborde y debutó frente a los Wallabies.
Durante el Torneo de las Cinco Naciones 1984, en la victoria ante el Trébol se peleó con el ala John O'Driscoll y fue expulsado por el árbitro Clive Norling, convirtiéndose en el primer jugador francés. Minutos antes había sido advertido por marcar con dureza a la estrella Philip Orr.
Con la selección ganó el Torneo de las Seis Naciones de 1987, 1988 y 1989. Por estos logros, en 2003 recibió la Legión de Honor.

### Participaciones en Copas del Mundo
Fouroux lo llevó a Nueva Zelanda 1987 como titular indiscutido, alineándose con el capitán Dubroca y Pascal Ondarts. Jugó la final y allí marcó al neozelandés Steve McDowall.
| Mundial                       | Sede          | Resultado  | PJ | Tries |
| ----------------------------- | ------------- | ---------- | -- | ----- |
| Copa Mundial de Rugby de 1987 | Nueva Zelanda | Subcampeón | 5  | 0     |